# Lagoons Mesa
Die Lagoons Mesa ist ein Tafelberg auf der westantarktischen James-Ross-Insel. Er ragt nördlich des Torrent Valley auf der Ulu-Halbinsel auf. Die Dinn-Kliffs liegen an seinem Osthang.
Das UK Antarctic Place-Names Committee benannte ihn 2015 nach den acht kleinen Seen auf seinem Gipfelplateau.